# Zračni filter
Zračni filter je naprava sestavljena iz vlaknastih delcev, ki odstranjujejo trdne delce kot so prah, pelod, plesen ter bakterije iz zraka. Kemijski zračni filter je sestavljen iz vpojne snovi ali katalizatorja, ki skrbi za odstranjevanje zračnih delcev kot je ozon. Zračni filtri so uporabljeni v predmetih pri katerih je pomembna kvaliteta zraka, največkrat v zgradbah (prezračevalni sistemi) in v motorjih.
Nekatere zgradbe kot tudi zračna plovila in druga umetna okolja (npr. sateliti in raketoplani) uporabljajo filtre iz pene, papirja in plastičnih substanc. Še ena metoda imenovana zračna ionizacija uporablja vlakna ali elemente nabite z statično elektriko, ki privlačijo prašne delce. Na dovodu zraka na motorjih z notranjim zgorevanjem in kompresorjih je nameščen filter iz papirja, pene ali bombaža. Filtrom z oljno kopeljo je popularnost upadla. Tehnologija zračnega dovoda plinskih turbin se je v zadnjih letih občutljivo izboljšala, zaradi napredkov v aerodinamiki in vodni dinamiki zračnega kompresorja del plinskih turbin.

## Avtomobilski kabinski zračni filtri
Kabinski zračni filter je po navadi režast papirnat filter, ki je nameščen zunaj zračnega dovoda za armaturno ploščo. Nekateri filtri so kvadratni in podobne oblike kot zgorevalni zračni filter, lahko so tudi različnih oblik in velikosti, da se prilegajo prostoru v vozilu. S tem da je to dokaj nov dodatek k avtu je ta filter pogosto zanemarjen. Umazani ali zamašeni kabinski zračni filtri lahko znatno zmanjšajo pretok zraka v kabino kot tudi prinašanje alergenov v zračni pretok avta.

## Zračni filter notranjega zgorevanja
Zgorevalni zračni filter prepreči večjim delcem, ki bi lahko poškodovali valje motorja ali onesnažili olje pri vstopu v njih. Filtri so po navadi sestavljeni iz papirja ali klobučevine.
Največ vozil z vbrizgom goriva uporabljajo papirnate režaste filtre v oblike plošče. Ta filter je po navadi nameščen v plastični škatli povezani z ogrodjem plina s pomočjo dovodne cevi.
Starejša vozila, ki uporabljajo uplinjač ali dovod goriva plina po navadi uporabljajo cilindrični zračni filter. Ta filter je visok nekaj centimetrov in ima premer od 15 do 40 centimetrov. Filter je nameščen nad uplinjačem ali nad ogrodjem plina, po navadi v kovinskem ali plastičnem ohišju, ki je pokrit s plastičnim ali kovinskim poklopcem.

### Dolgo življenjski filtrirni sistem
Leta 2003 so v Fordovi tovarni predstavili filtrirni sistem z dolgo življenjski dobo Visteon v Fordu Focusu  This system has a foam filter placed in the bumper of the car and is stated to have a 150,000 mile service interval.. Sistem ima nameščen filter iz pene, ki je nameščen v odbijaču avtomobila in trdijo, da zdrži do 250.000 kilometrov vožnje brez servisa. Na papirjih združenja avtomobilskih inženirjev piše, da ta filter ponuja višjo in bolj stabilno učinkovitost kot drugi navadni zračni filtri.

### Papir
Papirnati filtri so prvovrstna izbira za čistilce zraka avtomobilskih motorjev, zato ker so učinkoviti,jih lahko servisiramo in so cenovno ugodni. Pojem "papirnati" filtri je lahko nekoliko zavajujoč, ker se papir v filtrirnih elementih bistveno razlikuje od papirja za pisanje,pakiranje itd. Med predelovalci avtomobilov je trdno prepričanje, da so za avtomobile najboljši nepapirnati filtri, kajti trdijo, da imajo papirnati filtri slab pretok zraka in s tem ovirajo moč vozila. Ampak, če je filter primeren pretoku zraka in ustreza velikosti predmeta je filter zelo učinkovit.

### Pena
Poliuretanski z oljem navlaženi sestavljajo peno, ki se uporablja v zračnih filtrih predvsem v rezervnih delih (Opomba: deli niso rezervni, takšen je samo izraz v bistvu gre za boljše dele uporabljene predvsem med predelovalci avtomobilov-tunerji). Pena je bila v preteklosti velikokrat uporabljena pri čistilcih zraka v manjših motorjih kosilnic in v podobnih napravam, ampak papirnati filtri so močno spodrinili filtre iz penaste mase v teh motorjih. Glede na kakovost in debelino filtra iz pene lahko ta ponudi velik pretok zraka in malo prepustnost za prah in druge snovi, zaradi tega so tudi ti filtri zelo priljubljeni v off-road rallyih in drugih avtomobilističnih športih kjer je prisotna velika količina prahu.

### Bombaž
Naoljena vata iz bombaža je uporabljena v manjšem številu zračnih filtrov visokokakovostnih rezervnih delov. V preteklosti je imela bombažna gaza omejeno uporabo v originalnih avtomobilskih filtrih. 

### Oljna kopel
Zračni filter z oljno kopeljo je sestavljen iz posode v kateri je olje in okrogel vstavek, ki je sestavljen iz vlaken, sita, pene in drugih filtrirnih materialov. Ko je čistilec sestavljen srednji del filtra leži tik nad gladino olja. Obroč vstavka prekrije obroč posode z oljem. S to postavitvijo nastane labirint za pretok zraka ker mora potovati skozi veliku U-zavojev: skozi luknjo med obročema in osnovo posode, dol skozi luknjo med zunanjo steno vstavka in notranjo steno posode in gor skozi filtrirni vstavek. Ta U-zavoj ponese zrak z visoko hitrostjo čez površino olja. Večji delci prahu in ostalih trdnih snovi zaradi svoje teže ne morejo ostati v zraku in padejo v olje, kjer se usedejo na dno posode. Manjši in lažji delci so filtrirani skozi filtrirni vložek, ki je navlažen z oljem.
Filtri zraka z oljno kopeljo so bili zelo široko uporabljeni v avtomobilskih in manjših motorjih, dokler ni v zameno prišel papir v zgodnjih 60'tih. Takšni filtri se če zmeraj uporabljajo v off-road vozilih, ker so zelo učinkoviti pri zadrževanju prahu in ostalih trdnih delcev glede na svojo povprečno velikost in so brez izgube učinkovitosti in pretoka zraka. Ampak takšni filtri so zelo težavni za servisiranje in čiščenje zaradi svojega olja, morajo biti relativno veliki, če se hočemo izogniti preveliki izgubi v pretoku zraka in povečajo izpušne emisije zaradi svojega olja, ko se uporablja motor na vžig z iskro. 